# Nitromersolo
Nitromersolo è un antisettico mercuriale, chimicamente correlato alla merbromina ed al thimerosal, una sostanza in grado di inibire lo sviluppo e la moltiplicazione di diversi microrganismi. Molto utilizzato intorno agli anni '30, il suo impiego oggi è stato in parte abbandonato.

## Chimica
Si presenta come granuli o polvere di colore giallo o giallo-marrone, inodore, insapore.
Molto poco solubile in acqua, in acetone, in etanolo, in etere, in soluzioni acquose di sodio carbonato. 
Solubile in soluzioni di alcali e di ammoniaca per apertura dell'anello dell'anidride e la formazione di un sale. È solubile in acido acetico glaciale bollente.
La soluzione della sostanza allo 0,1% in sodio idrossido 1 N ha colorazione rosso-arancione. Per aggiunta di acido cloridrico 3 N la colorazione scompare e si forma un precipitato flocculento giallastro.

## Meccanismo d'azione
Nitromersolo agisce come disinfettante grazie all'azione del mercurio contenuto nella molecola, il quale interferisce, interrompendolo, con il metabolismo enzimatico del microrganismo.
L'attività antimicrobica del nitromersolo può essere diminuita, oltre che dalle sostanze incompatibili, dalla presenza di materiale organico.

## Usi clinici
Scarsamente battericida, ma comunque efficace nei confronti di diversi batteri, nitromersol non risulta invece attivo contro le spore e i batteri acido-resistenti.
 
Viene impiegato nella disinfezione della cute prima di un intervento chirurgico, come soluzione allo 0,5% in acqua, acetone e alcol. Il composto ha una scarsa propensione ad irritare la pelle o le mucose. Utilizzabile anche come disinfettante prima di eseguire procedure e tecniche endodontiche.
 
In considerazione del suo impatto scarso, praticamente nullo, sugli strumenti in gomma o metallici, compresi strumenti chirurgici e odontoiatrici, viene spesso impiegato, dopo un'adeguata sanificazione, nella disinfezione degli stessi.

## Effetti collaterali e indesiderati
Nitromersolo può dare, occasionalmente, fenomeni di intolleranza, sensazione di bruciore localizzata o irritazione. Tali fenomeni sono in genere privi di conseguenze e difficilmente richiedono una modifica del trattamento.

È stata anche segnalata la comparsa di reazioni di ipersensibilità ed in particolare prurito, rash cutaneo, orticaria, reazione eczematosa della cute. 
Il composto si è dimostrato ototossico quando applicato in gocce nell'orecchio e tossico per le cellule epidermiche.